# Annia Faustina (kejsarinna)

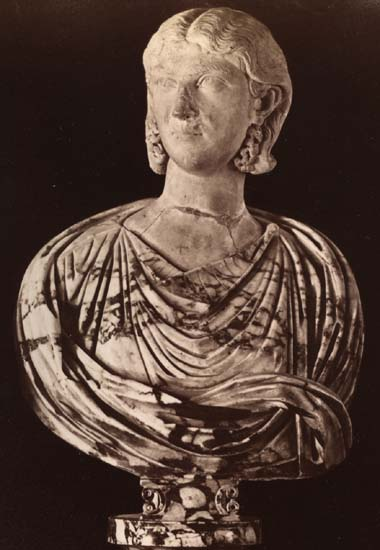
Annia Faustina

Annia Faustina, född ca 201, död okänt år, var en romersk kejsarinna, gift med kejsar Elagabalus.
Hon var enda barn och arvinge till politikern Tiberius Claudius Severus Proculus och storarvtagerskan Annia Faustina; hennes far härstammade från kejsar Marcus Aurelius och Faustina d.y. och tillhörde en av Roms mest förnäma familjer. Hon gifte sig med politikern Pomponius Bassus och ärvde vid hennes föräldrars död år 218 enorma landområden. 
År 221 avrättade kejsar Elagabalus hennes man, förbjöd henne att sörja och gifte sig med henne. Han ska ha velat få ett barn med henne. Detta äktenskap var mer accepterat i Rom än hans förra äktenskap med en vestal. Han gav henne titeln Augusta och lät prägla mynt med hennes bild men fick inga barn med henne. 
Snart skilde han sig från henne och återvände till sin förra fru. Själv återvände hon till sina egendomar.  